# Тридцать семь градусов по Цельсию
«Тридцать семь градусов по Цельсию» (итал. Trentasette centigradi) — рассказ итальянского писателя Лино Альдани в жанре социальной антиутопии. Трагический сюжет описывает особую форму тоталитаризма — «эскулапократию», тиранию медицинской олигархии, бунт человеческого достоинства против небывалого угнетения.

## Сюжет

### Система
Действие происходит в Риме, вероятно, в конце XX века. По мысли автора, с 1974 года в Италии утвердилась диктатура госкорпорации-монополии «Всеобщее медицинское объединение» (ВМО). В неё принудительно включено почти всё население страны. Это достигается государственным шантажом национального масштаба — не состоящим в ВМО не оказывается медицинская помощь. При заболевании медобслуживание осуществляется бесплатно, но здоровые люди — разумеется, составляющие значительное большинство — обязаны делать высокие ежемесячные взносы. За нарушение многочисленных и явно избыточных правил здравоохранения налагаются крупные штрафы.
Государственный аппарат сросся с менеджментом ВМО. Страной правит своеобразная медицинская олигархия — причём не столько врачи, сколько администраторы и финансовые управленцы. Олигархия управляет государством, властвует над обществом, контролирует экономику и бесконтрольно обогащается. ВМО беззастенчиво вмешивается в частную жизнь итальянцев. Государственная пропаганда насаждает навязчивый культ здоровья. Личное пространство стремительно сужается. Многочисленные контролёры, наделённые полномочиями, близкими к полицейским, постоянно проверяют соблюдение правил — измерение температуры, оптимальность питания, соответствие одежды сезону, закрытие окон, содержание в организме алкоголя и никотина и т. д.
Большинство населения покорно примирилось с таким положением. Люди находят отдушину в популярной музыке, кто побогаче — в автомобилях-«левакарах». При этом ВМО принадлежат контрольные пакеты акций автомобилестроительных предприятий и фирм грампластинок. Олигархия регулирует в собственных интересах потребности и псевдопотребности. Возник социальный контракт: власть и нажива господствуют над пассивностью и конформизмом.

### Бунт
Главный герой рассказа Нико Берти работает в музыкальной фирме. Молодой человек свободолюбивого характера, резкий по натуре, Нико ненавидит диктат ВМО. «Он устал бояться, ему осточертели все эти пилюли, градусники, унизительные проверки набрюшника. Он хочет выкуривать пачку сигарет в день, пить на свежем воздухе из простого стеклянного стакана и обниматься со своей милой на травке». Его оскорбляют физиологичные плакаты на стенах, командные манеры контролёров. Взносы и штрафы Нико (никогда в жизни не болевший даже простудой) считает грабежом. Он мечтает купить автомобиль, но это не удаётся ему из-за финансового прессинга ВМО. У него периодически возникают мысли о разрыве с ВМО. Нико делится ими со своей девушкой Дорис, но она не готова к такому радикальному шагу.
Сосед Нико профессор Крешенцо в ВМО не состоит. Он отказался вступать ещё в 1974, принципиально сопротивляясь шантажу. Это обеспечило ему личную свободу и материальное благосостояние. В разговоре с Нико он подробно объясняет суть новой тоталитарной диктатуры — эскулапократии, опирающейся на жёсткий бюрократический диктат, механизмы финансового контроля, пропаганду ЗОЖ и ментальность общества потребления. В то же время Крешенцо не советует Нико следовать своему примеру, отговаривает от выхода из ВМО. Профессор признаётся, что десятки лет живёт в постоянном страхе перед болезнью и смертью. Расчёт молодого Нико на здоровье и удачу мудрый старик Крешенцо считает отчаянным безумием. В возможность эффективного сопротивления системе он не верит.
Очередной штраф поглощает все сбережения Нико. Он немедленно выходит из ВМО и покупает в кредит автомобиль. Весь день Нико и Дорис проводят вместе за городом. Они живут новой вольной жизнью. В столкновениях с контролёрами Нико сводит давние психологические счёты, торжествует над их злобным бессилием перед его свободой. И не замечает случайной царапины от ржавой проволоки.

### Трагедия
На следующий день Дорис с ужасом узнаёт о болезни Нико — ей звонит по телефону встревоженный Крешенцо. Прибежавшая Дорис застаёт Нико фактически при смерти. Помочь невозможно — ни один аптекарь не продаст даже аспирина без справки о принадлежности к ВМО. Восстанавливать членство поздно: процедура занимает несколько дней, не говоря об огромном штрафе.
Сюжетная линия болезни Нико открывает новую сторону. Оказывается, в стране есть врачи, которые, рискуя тюрьмой, оказывают помощь «незаконным» больным. Крешенцо знаком с одним из них. Доктор уже исключён из ВМО и находится под надзором полиции. Найти этого человека трудно, он живёт за городом, а в этот день ещё и ушёл на рыбалку. Жена доктора просит соседей найти мужа на озере, но это занимает несколько часов. Нико тем временем становится всё хуже.
Ближе к вечеру доктор приходит — тайно, переодевшись в крестьянскую одежду. Он сразу ставит диагноз: столбнячная интоксикация. Сыворотки у него нет, да и вводить её поздно. Доктор делает укол жаропонижающего. Это всё, чем он может помочь. На вопрос Крешенцо он отвечает: никакой надежды. Но Дорис остаётся и ждёт.

## Издания и комментарии
Рассказ Лино Альдани был издан в Италии в 1963 году. Комментаторы сравнивали «Trentasette centigradi» с произведениями Франца Кафки, 1984 Джорджа Оруэлла, Бразилией Терри Гиллиама.
На русском языке рассказ «Тридцать семь градусов по Цельсию» был впервые издан в 1970 году в сборнике Бандагал. Рассказ упоминался в исследовательской работе Еремея Парнова Зеркало Урании. Парнов говорит о «новой чудовищной форме порабощения — эскулапократии» и сравнивает иерархию ВМО с корпоративным государством Муссолини: «Одними санитарными агентами и высокими штрафами при этом не обойтись! По логике событий, ВМО должно обзавестись собственной полицией и перерасти в фашистскую диктатуру» (хотя признаёт, что эта логика не раскрыта Альдани до конца).
Понятие «эскулапократии» с явной отсылкой к рассказу Альдани появлялось в связи с политической борьбой в США вокруг медицинской реформы Барака Обамы — переход к обязательному медицинскому страхованию характеризовался консерваторами как государственно-бюрократическое принуждение. Новые упоминания рассказа появились в связи с государственными мерами и призывами европейских правонационалистических партий при пандемии коронавируса.